# Port lotniczy Ebolowa
Port lotniczy Ebolowa – krajowy port lotniczy zlokalizowany w kameruńskim mieście Ebolowa.